# Den farlige leg (film fra 1919)
 For alternative betydninger, se Den farlige Leg.
Den farlige leg er en amerikansk stumfilm fra 1919 af Charles Maigne.

## Medvirkende
- Irene Castle som Marcia Crossey
- Huntley Gordon som Harleth Crossey
- Claire Adams som Leila Templeton
- Fleming Ward som Curtis Jennings
- George Majeroni som Wasson